# VERA (videoregistratore)
Il Vision Electronic Recording Apparatus, anche conosciuto con l'abbreviazione VERA, è stato uno dei primissimi videoregistratori della storia. È stato progettato dall'emittente radiotelevisiva pubblica BBC a partire dal 1952, ed è rimasto allo stadio di prototipo (utilizzato dalla BBC) non diventando mai un prodotto commerciale.

## Aspetti tecnici
Un segnale video ha una larghezza di banda molto ampia, e per registrarlo correttamente è necessaria una velocità del nastro molto alta, dell'ordine di parecchi metri al secondo (come termine di paragone, le bobine usate nei registratori audio hanno velocità di 38 e 75 centimetri al secondo).
La BBC utilizzò per il VERA bobine di nastro da ½ pollice con diametro di 20 pollici e mezzo (circa 52 cm), il cui nastro veniva fatto scorrere davanti a delle testine fisse a una velocità di 5,08 metri al secondo (18,3 km/h).
Il VERA poteva registrare in questo modo circa 15 minuti di video monocromatico a 405 linee per ogni bobina, e l'immagine tendeva a essere instabile per via della poca affidabilità di registrazione degli impulsi di sincronismo. Ironicamente, le sole registrazioni VERA oggi rimaste sono delle pellicole vidigrafate della dimostrazione originale.

## Obsolescenza del formato
Per essere utilizzabile con i sistemi a colori a 625 linee, PAL o SÉCAM, il VERA avrebbe richiesto una velocità del nastro ancora superiore, e probabilmente non realizzabile.
Lo sviluppo del VERA non fu completato che nel 1958, epoca in cui era già stato reso obsoleto dal sistema Ampex Quadruplex, che usava nastri da 2 pollici alla velocità di 38 cm/s. L'alta velocità nastro/testine era ottenuta facendo ruotare le testine trasversalmente rispetto al nastro. Questo sistema, noto come "scansione verticale", fu poi perfezionato con l'adozione generalizzata della scansione elicoidale.
La BBC adottò il sistema Ampex abbandonando quindi il VERA.